# Schleppleistung
Mit Schleppleistung wird ein Teil der Verlustleistung eines Motors bzw. eines Fahrzeugantriebs bezeichnet. Die Ermittlung erfolgt auf dem Prüfstand, wobei die Motorschleppleistung auf einem Motorenprüfstand und die des Antriebsstrangs auf einem Rollenprüfstand ermittelt wird.
In beiden Fällen muss der Motor ggf. mit dem Antriebsstrang auf Betriebstemperatur warmgefahren werden oder mittels geeigneter Vorrichtungen gebracht werden.
Der Motor wird auf dem Prüfstand fremd angetrieben und das dazu benötigte Moment gemessen. Dabei gehen die Reibungsverluste vom Motor bis zur Kupplung ein.
Bei der Messung der Schleppleistung des Antriebsstranges wird im ausgekuppelten Zustand gemessen. Die Reibungsverluste hinter der Kupplung über das Getriebe, der Kardanwelle bzw. Antriebskette, des Differentials und ggf. des Nabenantriebs gehen hier ein.
Aus dem ermittelten Moment lässt sich die Schleppleistung wie folgt errechnen.
{\displaystyle P=M\cdot \omega }
| P | Leistung              | SI-Einheit: Watt                           | Einheitenzeichen: W            |
| M | Drehmoment            | SI-Einheit: Newtonmeter                    | Einheitenzeichen: Nm           |
| ω | Winkelgeschwindigkeit | SI-Einheit: 1(Radiant (Einheit)) / Sekunde | Einheitenzeichen: 1/s oder s−1 |